# Bislett Games 2019
I Bislett Games 2019 sono stati la 52ª edizione dell'annuale meeting di atletica leggera denominato Bislett Games, che ha luogo al Bislett Stadion di Oslo, il 13 giugno 2019. Il meeting è stato anche la quinta tappa del più prestigioso circuito di atletica leggera al mondo IAAF Diamond League 2019.

## Programma[1]
| # | Orario | Specialità             |
| - | ------ | ---------------------- |
| 1 | 19:30  | Salto con l'asta       |
| 2 | 20:11  | 800 metri              |
| 3 | 20:25  | 3000 metri             |
| 4 | 20:30  | Lancio del giavellotto |
| 5 | 21:00  | 100 metri              |
| 6 | 21:32  | 400 metri ostacoli     |
| 7 | 21:51  | Miglio                 |

| # | Orario | Specialità             |
| - | ------ | ---------------------- |
| 1 | 18:15  | Lancio del giavellotto |
| 2 | 19:00  | Salto in alto          |
| 3 | 19:15  | Getto del peso         |
| 4 | 20:03  | 400 metri ostacoli     |
| 5 | 20:16  | 800 metri              |
| 6 | 20:17  | Salto triplo           |
| 7 | 20:47  | 100 metri ostacoli     |
| 8 | 21:10  | 3000 metri siepi       |
| 9 | 21:41  | 200 metri              |

     Specialità valide per la Diamond League

## Risultati[2]

### Uomini
| Specialità             |                    | Prestazione | 2º classificato  | Prestazione | 3º classificato   | Prestazione |
| 100 m                  | Christian Coleman  | 9"85        | Xie Zhenye       | 10"01       | Michael Rodgers   | 10"04       |
| 800 m                  | Ryan Sanchez       | 1'46"34     | Cornelius Tuwei  | 1'46"52     | Michal Rozmys     | 1'46"71     |
| Miglio                 | Marcin Lewandowski | 3'52"34     | Vincent Kibet    | 3'52"38     | Ayanleh Souleiman | 3'52"66     |
| 3000 m                 | Selemon Barega     | 7'32"17     | Joshua Cheptegei | 7'33"26     | Nicholas Kimeli   | 7'34"85     |
| 400 m ostacoli         | Karsten Warholm    | 47"33       | Thomas Barr      | 49"11       | Kyron McMaster    | 49"12       |
| Salto con l'asta       | Sam Kendricks      | 5.91 m      | Piotr Lisek      | 5.81 m      | Cole Walsh        | 5.81 m      |
| Lancio del giavellotto | Johannes Vetter    | 85.27 m     | Magnus Kirt      | 84.74 m     | Chao-Tsun Cheng   | 84.30 m     |

     Prestazione che stabilisce il nuovo record del meeting.

### Donne
| Specialità             |                   | Prestazione | 2º classificato    | Prestazione | 3º classificato      | Prestazione |
| 200 m                  | Dafne Schippers   | 22"56       | Crystal Emmanuel   | 22"89       | Jenna Prandini       | 23"10       |
| 800 m                  | Halimah Nakaayi   | 2'01"93     | Selina Büchel      | 2'02"32     | Diribe Welteji       | 2'02"85     |
| 100 m ostacoli         | Christina Clemons | 12"69       | Sharika Nelvis     | 12"74       | Ėl'vira Herman       | 12"84       |
| 400 m ostacoli         | Sydney McLaughlin | 54"16       | Dalilah Muhammad   | 54"35       | Shamier Little       | 54"92       |
| 3000 m siepi           | Norah Jeruto      | 9'03"71     | Beatrice Chepkoech | 9'04"30     | Hyvin Kiyeng         | 9'07"56     |
| Salto in alto          | Mariya Lasitskene | 2.01 m      | Erika Kinsey       | 1.96 m      | Mirela Demireva      | 1.94 m      |
| Salto triplo           | Caterine Ibargüen | 14.79 m     | Keturah Orji       | 14.53 m     | Shanieka Ricketts    | 14.41 m     |
| Getto del peso         | Gong Lijiao       | 19.51 m     | Chase Ealey        | 19.20 m     | Fanny Roos           | 18.75 m     |
| Lancio del giavellotto | Kathryn Mitchell  | 56.07 m     | Ane Dahlen         | 52.79 m     | Maria Børstad Jensen | 51.27 m     |

     Prestazione che stabilisce il nuovo record del meeting.